# Narita (アルバム)
| 専門評論家によるレビュー | 専門評論家によるレビュー |
| レビュー・スコア         | レビュー・スコア         |
| 出典                     | 評価                     |
| ------------------------ | ------------------------ |
| オールミュージック       | [ 1 ]                    |

Naritaは、ニューヨークのヘヴィメタルバンド「ライオット」の2枚目のアルバムである。

## 概要
このアルバムは、当初は日本でのみ発売され、約5ヶ月後の1979年10月に米国で発売されるまでアメリカでは輸入でのみ入手可能であった。1980年代後半には絶版になり、1990年代初めの1989年まで日本のCD形式でしか作成されていなかった。
Narita は2005年6月20日、イギリスに本部を置き、デレク・オリバー（Derek Oliver）とダンテ・ボヌート（Dante Bonutto）によって運営されている Rock Candy Records によって、日本国外でコンパクトディスクを再作成した。
「Born to Be Wild」は、1968年のステッペンウルフ・クラシックのカバーである。
Naritaは、ライオット派生のギタリストで元S.A.SlayerのメンバーのMark Reale、ボーカリストのSteve Cooper、ベースのDon Van Stavern（後にThundersteelとThe Privilege of Powerアルバムに登場する）、ドラムのDave McClainによる、テキサスに拠点を置くショートライブの名前でもある。

## 収録曲
Guy Speranza と Mark Realeによって書かれた曲は、別段の記載がない限り除く。
1面
1. "ウェイティング・フォー・ザ・テイキング / Waiting for the Taking" (Speranza, Reale, Rick Ventura) - 5:01
2. "フォーティーナイナー / 49er" (Speranza, Reale, Lou A. Kouvaris)- 4:36
3. "キック・ダウン・ザ・ウォール / Kick Down the Wall" - 4:32
4. "ボーン・トゥ・ビー・ワイルド / Born to Be Wild" (Mars Bonfire) - 2:47
5. "NARITA / Narita" - 4:38

2面
1. "ヒア・ウィ・カム・アゲイン / Here We Come Again" - 5:58
2. "ドゥ・イット・アップ / Do It Up" - 3:44
3. "ホット・フォー・ラヴ / Hot for Love" - 5:00
4. "ホワイト・ロック / White Rock" (Speranza, Reale, Kouvaris)- 2:33
5. "ロード・レイシン / Road Racin'" - 4:32

## ミュージシャン
- Guy Speranza - ボーカル
- Mark Reale - ギター
- Rick Ventura - ギター
- Jimmy Iommi - ベース
- Peter Bitelli - ドラム

## カバーのバージョンと外装
- ビデオゲームBrutal Legendには、"Narita"と"Road Racin'"の曲が収録されている。
- "Narita"は三里塚闘争にインスピレーションを受けている。
- アルバムのジャケットは、成田空港問題を風刺した、4発ジェット機をバックに骸骨の山の上に力士に扮したジョニー（体は斧を持った人間で頭はアザラシという、RIOTの1作目のジャケットから登場している悪魔的マスコットキャラクター）のイラストである。